# Psychotria carthagenensis
Psychotria carthagenensis Jacq. è un arbusto della famiglia delle Rubiacee, diffuso nell'America tropicale.

## Descrizione
È una specie a portamento arbustivo, sempreverde, che può raggiungere i 5 m di altezza.

## Principi attivi
A differenza di altre specie di Psychotria, è risultata priva di principi attivi triptaminici.